# Блакитна петля

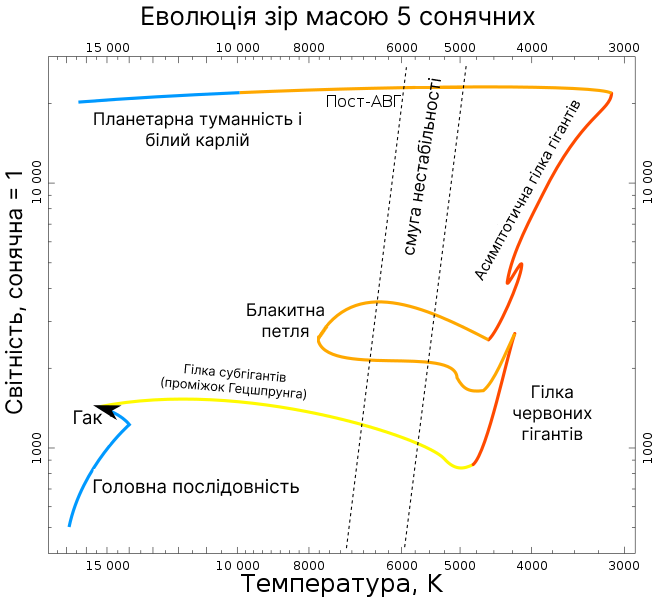
Еволюційний трек зорі масою 5, що перетинає смугу нестабільності.

Блакитна петля — стадія еволюції зір проміжної маси, в ядрах яких горить гелій. Під час цієї стадії поверхня зорі спочатку стає гарячішою, а потім знову охолоджується, тому її шлях на діаграмі Герцшпрунга — Рассела має форму петлі. Цей етап еволюції настає після відгалуження червоних гігантів і завершується переходом на асимптотичне відгалуження.

## Опис
На стадії блакитної петлі поверхня зорі спочатку нагрівається, а потім знову остигає. Внаслідок нагрівання колір зорі змінюється і вона стає більш блакитною, а при остиганні зоря знову червоніє. Це й зумовлює назву стадії. Світність зір при цьому змінюється не суттєво.
Стадія блакитної петлі настає за стадією червоних гігантів. На цю стадію переходять лише ті зорі, маса яких лежить у діапазоні від 2,3 M☉ до 10 M☉ — у таких зір горіння гелію починається поступово. Якщо маса зорі менша за 2,3 M☉, то відбувається гелієвий спалах, у результаті якого зоря швидко переходить на горизонтальне відгалуження або в червоне згущення. Якщо ж маса зорі більша за 10—12 M☉, то горіння гелію починається через невеликий термін після сходу з головної послідовності, коли температура зорі досить велика (ще до стадії червоного гіганта).

## Характеристики зір
Зміна температури зорі на цій стадії (довжина петлі) швидко збільшується зі зростанням її маси.
Зорі можуть перетинати смугу нестабільності та спостерігатися як класичні цефеїди.
На блакитній петлі зоря має частково конвективне і спочатку гелієве ядро, а також оболонку, що складається головним чином із водню.
Початкові маси зір, які потрапляють на блакитну петлю, лежать у діапазоні від 2,3 M☉ до 10 M☉, що зумовлено еволюцією зір.
Після сходу з відгалуження червоних гігантів світність зорі зменшується.

## Ядерні реакції
У ядрі відбувається горіння гелію й накопичення вуглецю і кисню, а в шаровому джерелі на межі ядра та оболонки — синтез гелію з водню, в першу чергу шляхом CNO-циклу